# Max Breunig
Max Breunig (Karlsruhe, 12 novembre 1888 – Pforzheim, 4 luglio 1961) è stato un allenatore di calcio e calciatore tedesco, di ruolo difensore e centrocampista.

## Carriera

### Calciatore

#### Club
Cresciuto nel Karlsruher Fussball Verein, vinse con il suo sodalizio il Verbandsliga 1909-1910 e raggiunse il secondo posto nella stagione 1911-1912.
Lasciò Karlsruhe nel 1912 per andare a giocare nel Pforzheim, club in cui giocherà sino al 1918.

#### Nazionale
Breunig disputò nove incontri con la nazionale tedesca, dal 1909 al 1913. Con la rappresentativa tedesca partecipò al torneo calcistico delle Olimpiadi di Stoccolma del 1912.

### Allenatore
Lasciata l'attività agonistica, intraprese la carriera di allenatore. Sedette sulle panchine del Karlsruher Fussball Verein, degli svizzeri del Basilea e del Monaco 1860 in due occasioni.

## Statistiche

### Cronologia presenze e reti in Nazionale[1]
| Cronologia completa delle presenze e delle reti in nazionale ― Germania | Cronologia completa delle presenze e delle reti in nazionale ― Germania | Cronologia completa delle presenze e delle reti in nazionale ― Germania | Cronologia completa delle presenze e delle reti in nazionale ― Germania | Cronologia completa delle presenze e delle reti in nazionale ― Germania | Cronologia completa delle presenze e delle reti in nazionale ― Germania | Cronologia completa delle presenze e delle reti in nazionale ― Germania | Cronologia completa delle presenze e delle reti in nazionale ― Germania |
| Data                                                                    | Città                                                                   | In casa                                                                 | Risultato                                                               | Ospiti                                                                  | Competizione                                                            | Reti                                                                    | Note                                                                    |
| ----------------------------------------------------------------------- | ----------------------------------------------------------------------- | ----------------------------------------------------------------------- | ----------------------------------------------------------------------- | ----------------------------------------------------------------------- | ----------------------------------------------------------------------- | ----------------------------------------------------------------------- | ----------------------------------------------------------------------- |
| 24/04/1910                                                              | Arnhem                                                                  | Paesi Bassi                                                             | 4 – 2                                                                   | Germania                                                                | Amichevole                                                              | -                                                                       |                                                                         |
| 25/03/1911                                                              | Stoccarda                                                               | Germania                                                                | 6 – 2                                                                   | Svizzera                                                                | Amichevole                                                              | 1                                                                       |                                                                         |
| 23/04/1911                                                              | Liegi                                                                   | Belgio                                                                  | 2 – 1                                                                   | Germania                                                                | Amichevole                                                              | -                                                                       |                                                                         |
| 09/10/1911                                                              | Dresda                                                                  | Germania                                                                | 1 – 2                                                                   | Austria                                                                 | Amichevole                                                              | -                                                                       |                                                                         |
| 24/03/1912                                                              | Zwolle                                                                  | Paesi Bassi                                                             | 5 – 5                                                                   | Germania                                                                | Amichevole                                                              | 1                                                                       |                                                                         |
| 29/06/1912                                                              | Stoccolma                                                               | Germania                                                                | 1 – 5                                                                   | Austria                                                                 | Olimpiadi 1912                                                          | -                                                                       |                                                                         |
| 17/11/1912                                                              | Lipsia                                                                  | Germania                                                                | 2 – 3                                                                   | Paesi Bassi                                                             | Amichevole                                                              | -                                                                       |                                                                         |
| 26/10/1913                                                              | Amburgo                                                                 | Germania                                                                | 1 – 4                                                                   | Danimarca                                                               | Amichevole                                                              | -                                                                       |                                                                         |
| 23/11/1913                                                              | Anversa                                                                 | Belgio                                                                  | 6 – 2                                                                   | Germania                                                                | Amichevole                                                              | -                                                                       |                                                                         |
| Totale                                                                  |                                                                         | Presenze                                                                | 9                                                                       |                                                                         | Reti                                                                    | 2                                                                       |                                                                         |

## Palmarès

### Calciatore
- Campionato tedesco: 1

Karlsruher FV: 1909-1910